# Шевченко Костянтин Кирилович
Костянти́н Кири́лович Шевче́нко — (11 грудня 1914 — 6 вересня 1972) — учасник німецько-радянської війни, один з перших повних кавалерів ордену Слави, старший сержант, командир відділення 110-ї окремої розвідроти 158-ї стрілецької дивізії (2-го формування).

## Біографія
Народився 11 грудня 1914 в селі Хотімля, нині Вовчанський район Харківської області в селянській родині. Українець. Закінчив 8 класів. Працював слюсарем-складальником.
У Червоній Армії з червня, і на фронті з 20 серпня 1941 року.
22 липня 1943, розвідник взводу пішої розвідки 1340-го стрілецького полку 234-ї стрілецької дивізії, червоноармієць Шевченко діючи в складі групи розвідки по захопленню полоненого в селищі Афанасьєво Пречистинського району (Смоленська область), зараз Духовщинський район (Смоленська область) увірвався в траншею противника і в рукопашному бою знищив двох німецьких солдат, чим забезпечив захоплення контрольного полоненого і доставку його в штаб полку.
Наказом по 234-й стрілецькій дивізії (2-го формування) № 0108 від 26.07.1943 року нагороджений орденом Червоної Зірки.
1 серпня 1943 був поранений.
30 серпня 1943 діючи в складі розвідгрупи по захопленню контрольного полоненого в районі висоти 257,5, Пречистинського району (Смоленська область), перший увірвався в траншеї противника закидав їх гранатами і захопив в полон німецького солдата, потім за допомогою розвідника Дівайко витягнув його з траншеї і доставив на командний пункт командира батальйону.
Наказом по 84-у стрілецькому корпусу № 014/н від 03.10.1943 року червоноармієць Шевченко нагороджений орденом Вітчизняної війни 2-го ступеня.
9 лютого 1944 південніше села Щербино, розташованого в 10-и кілометрах на південний схід від білоруського міста Вітебськ, помічник командира взводу пішої розвідки окремого лижного батальйону 158-ї стрілецької дивізії старший сержант Шевченко з підлеглими атакував групу противника з двадцяти чоловік і знищив чотирьох солдатів і захопив ворожий кулемет.
Наказом по 158-й стрілецькій дивізії (2-го формування)|№ 019/н від 28.02.1944 року червоноармієць Шевченко нагороджений орденом Слави 3-го ступеня (№ 24098).
19 березня 1944 в групі розвідників біля села Малижено, що знаходиться в 9-и кілометрах на північний схід від Вітебська, командир відділення 110-й окремої розвідувальної роти 158-ї стрілецької дивізії старший сержант Шевченко К. К. протитанковою гранатою розбив ворожий бліндаж, знищивши 4 німецьких солдата і взявши в полон одного гітлерівця.
Наказом по 39-й армії № 0327 від 30.04.1944 року старший сержант Шевченко нагороджений орденом Слави 2-го ступеня (№ 323).
На початку червня 1944 Командир відділення 110-й окремої розвідувальної роти (158-й стрілецькій дивізії, 3-й Білоруський фронт) старший сержант Костянтин Шевченко з довіреним йому відділенням в районі населеного пункту Бабиничі, розташованого в 10-и кілометрах на північний схід від Вітебська, взяв у полон гітлерівського офіцера, який дав цінні відомості.
Указом Президії Верховної Ради СРСР від 22 липня 1944 року за зразкове виконання завдань, командування в боях з німецько-фашистськими загарбниками старший сержант Шевченко Костянтин Кирилович нагороджений орденом Слави 1-го ступеня] (№ 21), ставши першим повним кавалером ордена Слави.
З якихось незрозумілих причин орден Слави 1-го ступеня № 1 був вручений старшому сержанту Залєтову Н. А., нагородженому 5 березня 1945, а орден Слави 1-го ступеня № 2 — старшині Іванову В. С., нагородженому 24 березня 1945 року.
27 вересня 1944 командир взводу 110-ї окремої розвідувальної роти 158-ї стрілецької дивізії молодший лейтенант Шевченко, беручи участь в розвідпошуці, в одному з боїв в районі міста Шакяй (Литва) був важко поранений, і в результаті позбувся зору на обидва ока. Всього за час війни, Шевченко був поранений шість разів, з них три рази важко.
Окремим наказом по 3-му Білоруському фронту № 710 від 12 липня 1945 року за мужність і геройство проявлене в наступальних боях в Білорусі та Литві Шевченко нагороджений орденом Червоного Прапора
У 1945 році молодший лейтенант Шевченко К. К. демобілізований.
Жив у Харкові. Працював слюсарем-складальником.
У 1962 році став членом КПРС
Помер 6 вересня 1972 року.

## Нагороди
- Орден Червоного Прапора (12.07.1945)
- орден Вітчизняної війни 1-го ступеня
- орден Вітчизняної війни 2-го ступеня (03.10.1943)
- Орден Червоної Зірки (26.07.1943)
- Орден Слави 1-го ступеня (22.07.1944)
- Орден Слави 2-го ступеня (30.04.1944)
- Орден Слави 3-го ступеня (28.02.1944)
  - Медаль «В ознаменування 100-річчя з дня народження Володимира Ілліча Леніна»
  - Медаль «За перемогу над Німеччиною у Великій Вітчизняній війні 1941—1945 рр.»
  - Медаль «20 років перемоги у Великій Вітчизняній війні 1941—1945 рр.»
  - Медаль «50 років Збройних Сил СРСР»